# Maria Magdalenakerk (Lviv)
De Maria Magdalenakerk (Oekraïens: Костел святої Марії Магдалини) is een rooms-katholiek kerkgebouw in de Oekraïense stad Lviv.

## Geschiedenis

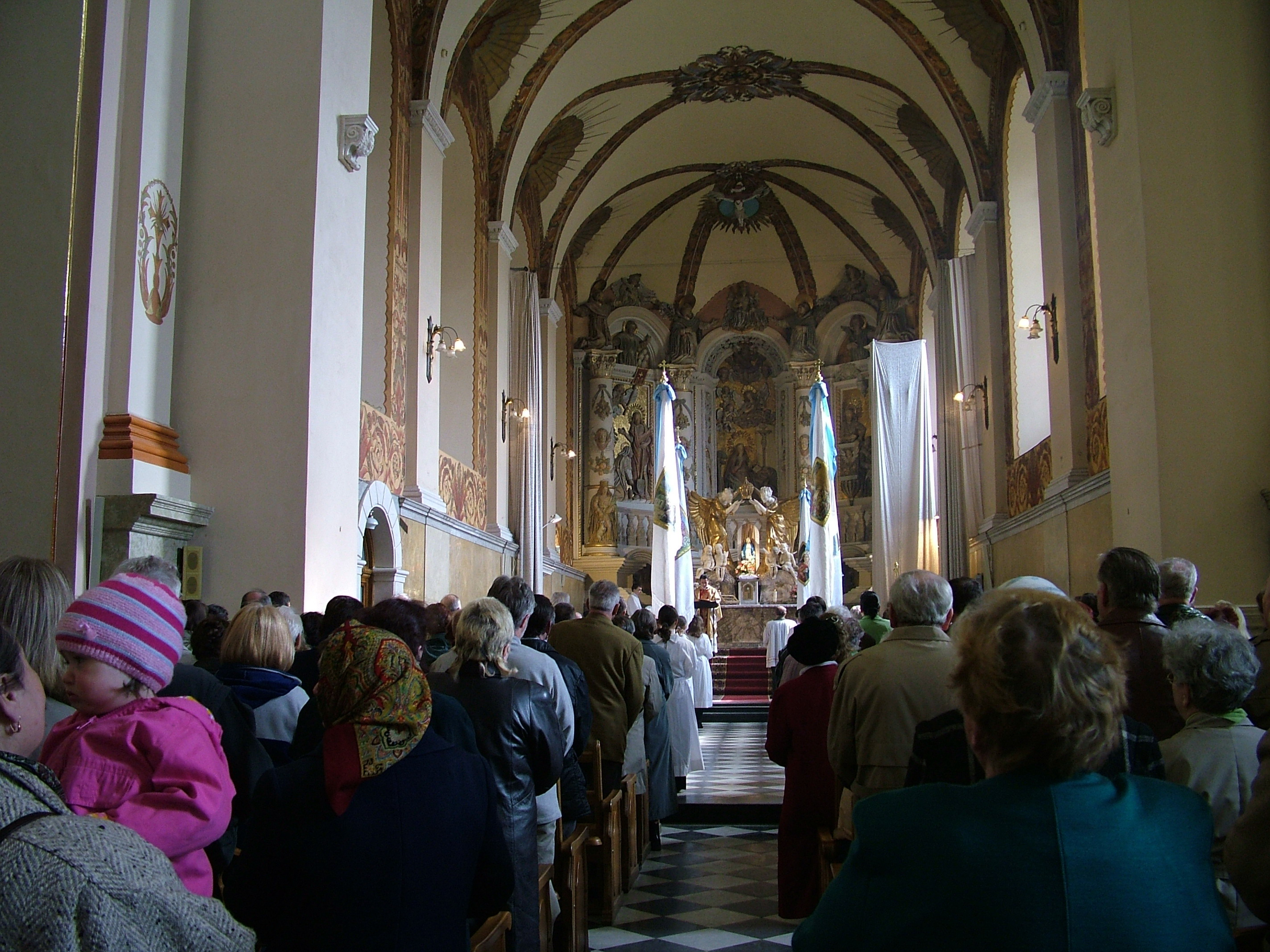
De kerk tijdens een mis

De kerk werd in het begin van de 17e eeuw buiten de stadsmuren van de stad gebouwd voor de Dominicanen. Kerk en klooster werden geplunderd en in brand gestoken door Zweedse troepen in 1704. De wederopbouw vond pas in 1758 plaats. De nieuwbouw kreeg een verlengd kerkschip en een nieuwe barokke gevel met twee torens versierd met pilasters, nissen en rococo beelden van Sint-Dominicus en Sint-Hyacinthus.
Tijdens de seculariserende hervormingen van de Oostenrijkse keizer Jozef II in 1786 werd de kerk een parochiekerk en het klooster een vrouwengevangenis (gesloten in 1922). Het aanzien van de huidige kerk dateert uit de verbouwing van de jaren 1870. De beide torens kregen toen een neobarokke bekroning en de zuidelijke toren werd van een klok voorzien.
In 1923 werden de voormalige kloostergebouwen overgedragen aan de Nationale Polytechnische Universiteit Lemberg. Vanaf 1927 tot het uitbreken van de Tweede Wereldoorlog werden de gebouwen gerenoveerd. In deze periode werd ook het orgel gebouwd door de gebroeders Rieger, het grootste orgel van het land.

## De Magdalenakerk tijdens de Sovjet-periode

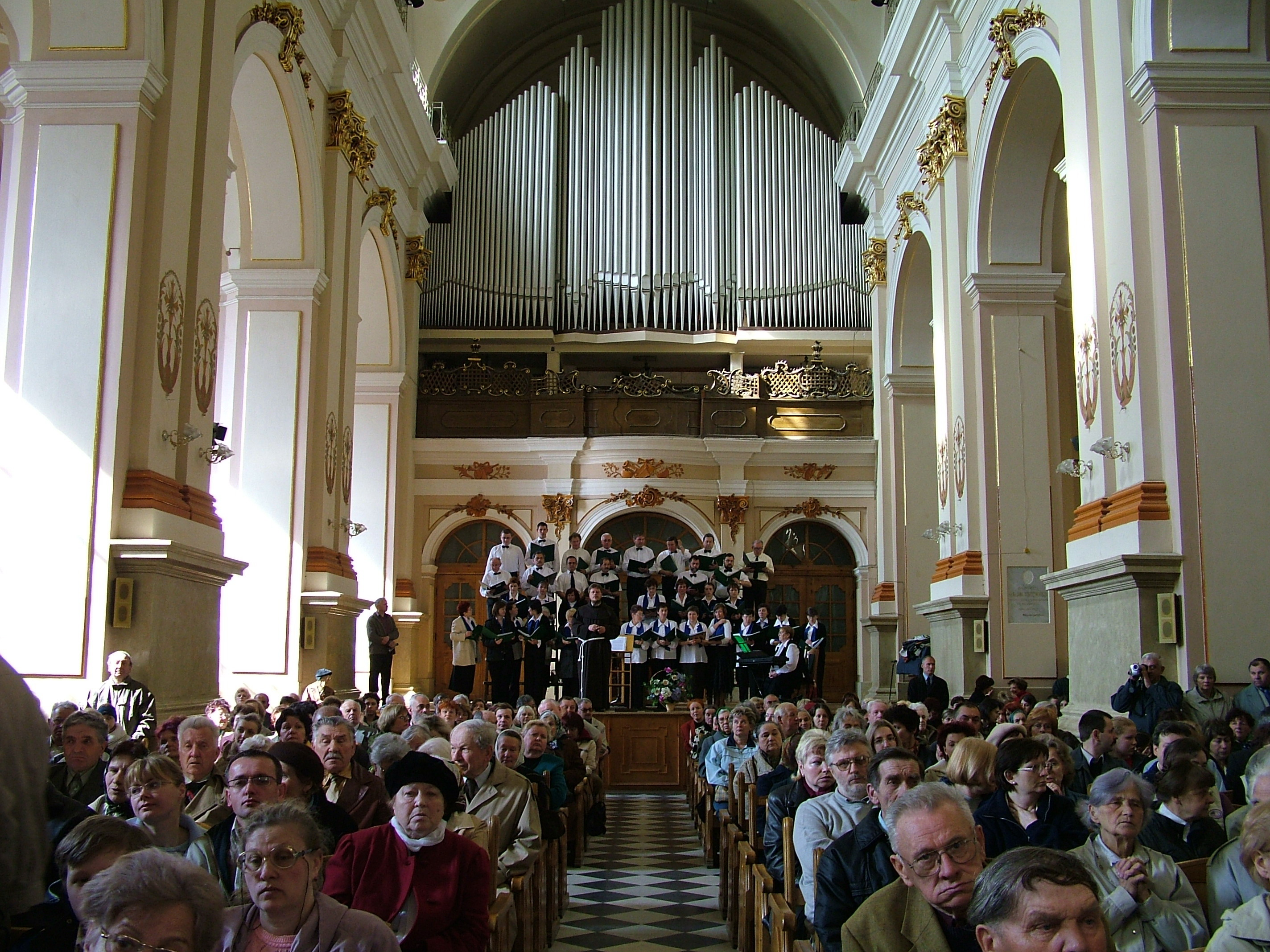
Het Rieger-orgel

De kerk bleef onder het communistische regime langer geopend dan de meeste andere kerken in Lemberg, maar werd in oktober 1962 ten slotte toch nog gesloten voor de eredienst. Het grootste deel van het rijke interieur ging door plundering en vernietiging verloren, inclusief de vele zijaltaren, schilderijen beelden, biechtstoelen, banken en kansel. De resterende inventaris werd verspreid over de musea. De doopkapel met fresco's van de Poolse schilder Jan Henryk Rosen werd veranderd in een toilet, kostbare fresco's in de kerk werden overgekalkt en de kerktorens werden ontdaan van de kruisen. Het hoogaltaar van stucwerk met scènes uit het leven van Maria Magdalena uit 1634 is het enige dat nog getuigt van de vroegere glorie van de kerk. Ook het Rieger-orgel overleefde de kaalslag.
In 1969 werd het kerkgebouw toegewezen aan het Filharmonisch Orkest van Lemberg, dat de kerk tot concerthal transformeerde. Vanaf de late jaren 1980 werd het orgel gerenoveerd; ook werden een aantal fresco's en het hoogaltaar gerenoveerd.

## De huidige staat
De ineenstorting van de Sovjet-Unie leidde tot de heroprichting van de rooms-katholieke parochie in 1991. Sinds 2000 worden er in de Maria Magdalenakerk weer diensten gevierd, maar het gebouw is echter nog steeds niet teruggegeven en tot op de dag van vandaag staatsbezit. De katholieke gelovigen moeten hun eigen kerk huren om er een heilige mis te mogen vieren. En alhoewel de kerk beschikt over een prachtig orgel, een instrument dat werd gebouwd om de liturgie te ondersteunen, is het de parochie niet toegestaan om het te gebruiken. Met de beslissing van de gemeenteraad van 20 maart 2010 om het gebouw, ondanks een hangende zaak bij de rechter, voor nog eens 20 jaar te verhuren als concerthal is de kans op teruggave er niet groter op geworden.